# Seclusió
La seclusió és la condició d'un individu quan aquest passa per un període d'aïllament i allunyament de la comunitat. Una persona, una parella o un grup més gran, pot anar a un lloc seclòs per privacitat o per la recerca de tranquil·litat. Així com la seclusió pot ser física, també pot ser espiritual: això es pot exemplificar amb la vida en els monestir i l'ascetisme.

## Seclusió social
En alguns casos, on hi ha restriccions legals, religioses o socials perquè dues persones tinguin intimitat física, es poden establir restriccions per a la convivència en un lloc comú. Exemple d'això són les escoles tradicionals de la xaria islàmica, on homes i dones no poden estar sols en una sala o una casa. D'aquesta manera, la seclusió està donada pel deure de no romandre en privacitat.
Un altre cas de seclusió social és el que es practica en hospitals i centres de rehabilitació. En aquest sentit, se seclou els pacients que requereixen un tractament especial. Aquest tipus de tàctica inclou les seclusions de persones agitades (pacients psiquiàtrics, per exemple) en una habitació tranquil·la, lliure d'estímuls, que contribueixi a fer que la permanència de l'individu en tal lloc no s'alteri ni per l'ambient d'aquest ni per altres pertorbacions que podrien resultar perilloses i perjudicials per a la integritat de la persona, i per a la seva recuperació.

## Seclusió espiritual sufí
La seclusió sufí (khalwa) és l'habilitat de remoure la consciència de l'exterior, i després tornar-la a connectar. Significa estar exteriorment amb gent mentre un es manté interiorment amb Déu. Es distingeixen dos tipus de seclusió:
- La seclusió externa requereix que el seguidor es retiri a un lloc privat sense gent. En quedar sol, es concentra i medita en el record de Déu (dhikr), per arribar a un estat en què el domini espiritual es fa manifest. Quan encadena seus sentits externs, els seus sentits interns estaran lliures d'aconseguir el domini espiritual. Això el portarà a la segona categoria, la seclusió interna.
- La seclusió interior significa seclusió entre la gent. El cor del seguidor ha de ser present amb el seu Senyor i absent de les creacions mentre es manté físicament present entre ells. El seguidor estarà tan profundament embolicat en el record silenciós de Déu que, encara que entre en una multitud de persones, no escoltarà les seves veus: l'estat de dhikr el subjugarà. La manifestació divina l'envoltarà fent-lo inconscient de tot llevat de la seva pròpia seclusió.